# CASA de Padua Rugby
El Casa de Padua Rugby es un club de la ciudad de San Antonio de Padua, Provincia de Buenos Aires, cuya actividad  está vinculada al rugby y  al hockey sobre césped. El CASA de Padua Rugby se origina en 1981 como el equipo de rugby del Club Atlético San Antonio de Padua del que se escinde en 2013 para formar un club propio, aunque su época dorada se da cuando formó ok del antes mencionado club, cuando jugó en la primera división en 1995. Es integrante de la Unión de Rugby de Buenos Aires.

## Historia
Si bien el Casa de Padua Rugby se origina como el equipo de rugby del Club Atlético San Antonio de Padua en el año 1981, también reconoce como antecedente al equipo de rugby del Ateneo de San Antonio en 1974, y aún más allá, al año 1955 con la fundación del Padua Rugby Club.

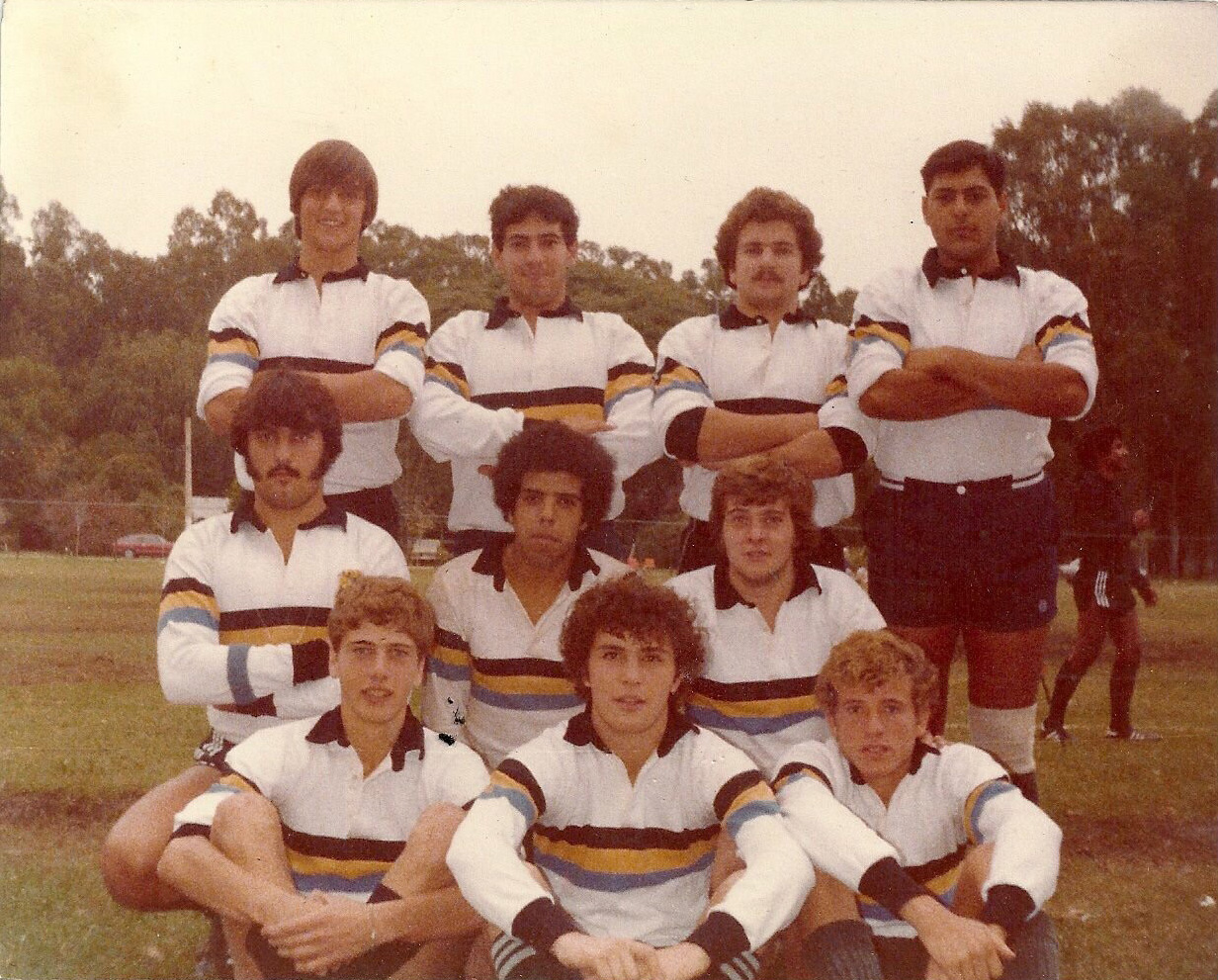
Chicos del equipo de rugby del CASA de Padua (1982).

El CASA es el único club de rugby del Partido de Merlo.

### El Padua Rugby Club

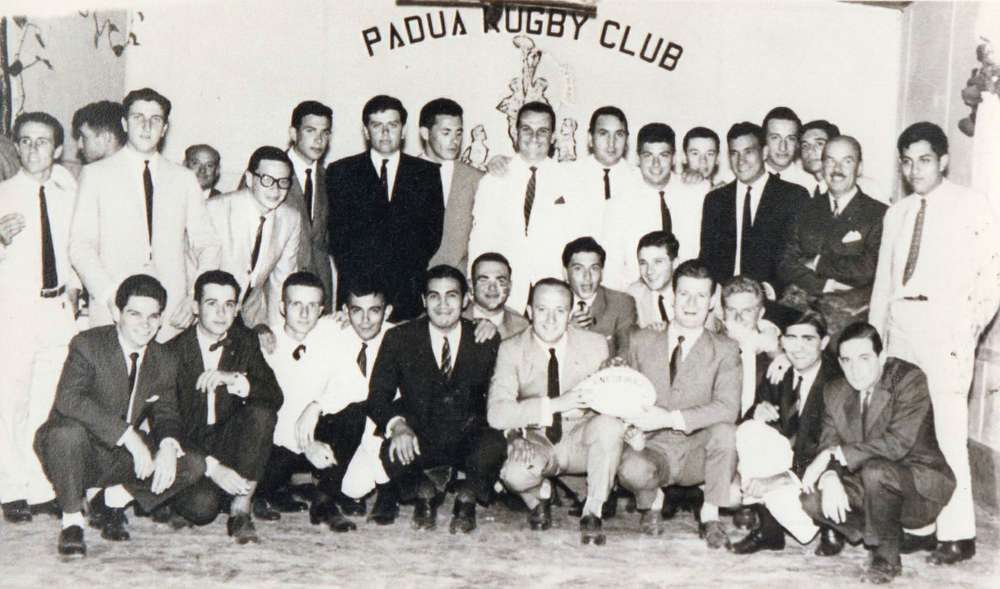
Padua Rugby Club. De pie, séptimo desde la izquierda y de traje blanco, Roberto Schamun, alma mater del rugby de San Antonio de Padua. A su lado, también de traje blanco y posando su mano sobre el hombro de Schamun, el entrenador Martín Such.

El rugby en Padua se inicia con un grupo de alumnos del Instituto San Antonio que para seguir estudiando el colegio secundario debían hacerlo en la ciudad de Morón. Algunos asistían al Instituto San José de Morón y allí un sacerdote que estaba relacionado con el Rugby Club Los Matreros, único equipo de rugby de la zona, los inicia en el deporte. Entusiasmados, cuatro de estos chicos intentaron jugar al rugby en las cercanías de la iglesia de San Antonio de Padua. El señor Roberto Schamun, un jugador de rugby de primera división del Buenos Aires Cricket & Rugby Club y del Hurling Club, ve a estos chicos y se ofrece a enseñarles el deporte.

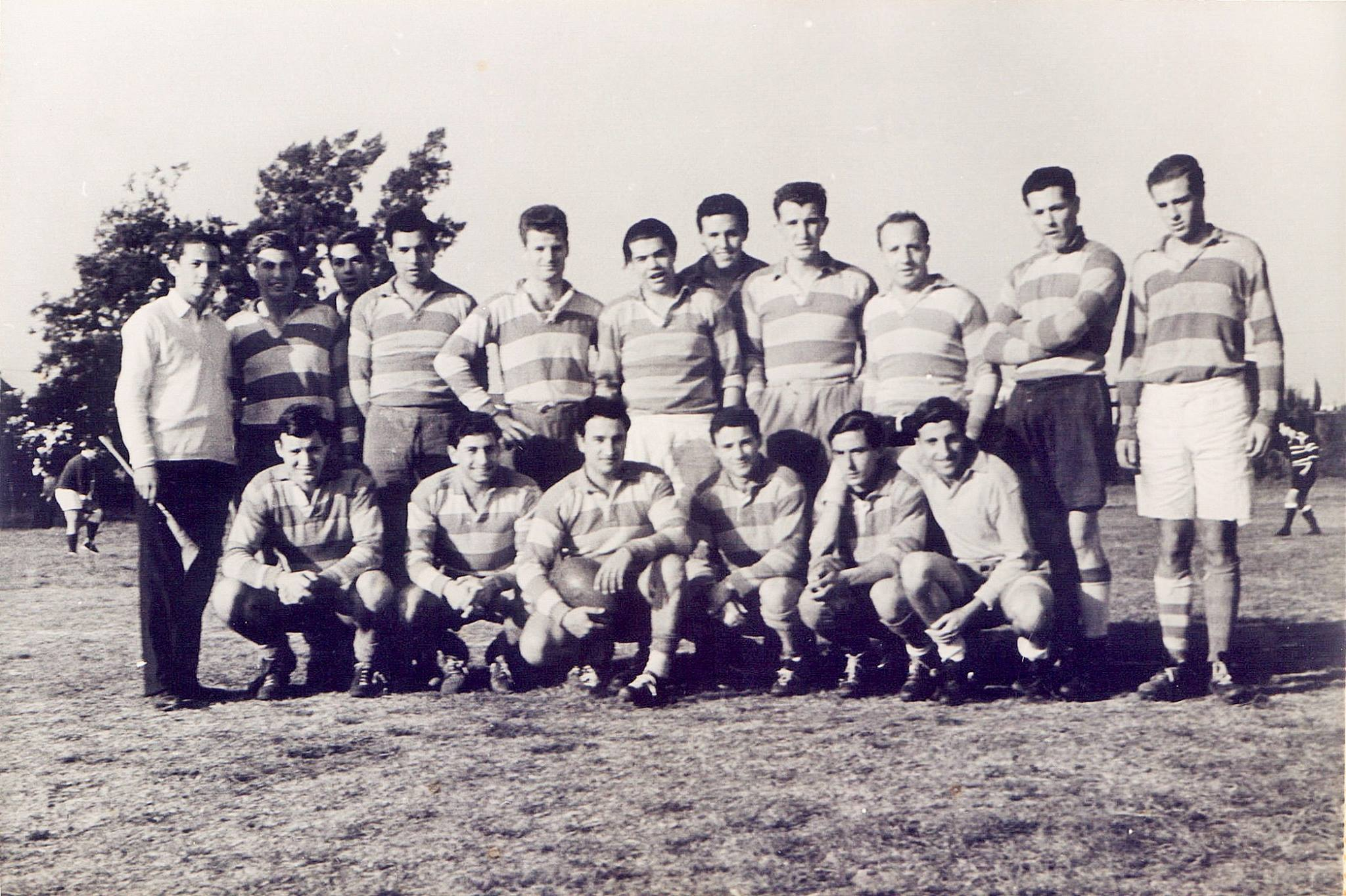
Padua Rugby Club, 1958.

El padre Antonio Arroyo, rector del Instituto San Antonio de Padua, apoya a los chicos para que formen el equipo y los chicos dirigidos por el “Turco” Schamun, bautizan al equipo como el Padua Rugby Club.
La primera sede del Padua fue la casa del Dr. Matarollo y luego fue el Club Cervantes del mismo pueblo de Padua; la cancha estaba al lado de la iglesia de San Antonio de Padua, predio prestado por el padre Arroyo.
La primera casa era de color gris con puños y mangas rojas, pantalón azul y medias rojas.
Al poco tiempo se sumó como entrenador Martín Such.
Entre los primeros jugadores se pueden mencionar a Cesar Viaño, Carlos Brozzi, Hugo Galimberti, Franco Genovessio, Rodolfo Belleli, Néstor Matarollo, Juan Carlos Veljacic, Antonio Mas Olivares y Luis Torres. Tiempo después se sumaron Rodolfo Galimberti, el “Irlandés” Hafford, Raúl "el Vasco" Othacehé y Andrés “Taco” Casademont, legendario capitán del Padua en aquellos años.
El Padua Rugby fue presentado a la Unión Argentina de Rugby por el SIC.
Al enfrentarse con el Atahualpa Rugby Club de Ramos Mejía, el Padua Rugby debió cambiar su camiseta por una a franjas horizontales rojas y grises.
Con los años, el Padua Rugby Club se disolvió.

### El Ateneo San Antonio
En 1974, Miguel Ángel Bruno y Eduardo Jar, dos muchachos de Padua que jugaban rugby en el Porteño Atlético Club de General Rodríguez, deciden fundar un equipo de rugby en Padua y son recibidos en el Ateneo San Antonio, un club perteneciente también a la iglesia de San Antonio de Padua. Vinculados con el movimiento scout de Argentina, Bruno y Jar convocan a los viejos integrantes del Padua Rugby Club y se funda el equipo de rugby del Ateneo San Antonio de Padua, dependiente de la Orden Franciscana, como socio adherente de la Unión Argentina de Rugby, siendo ellos dos los entrenadores.
La camiseta era en damero, rojo y verde, los colores del Ateneo de Padua.
El Ateneo jugaba en calidad de invitada en los certámenes organizados por la Unión Argentina de Rugby en la categoría preclasificación.

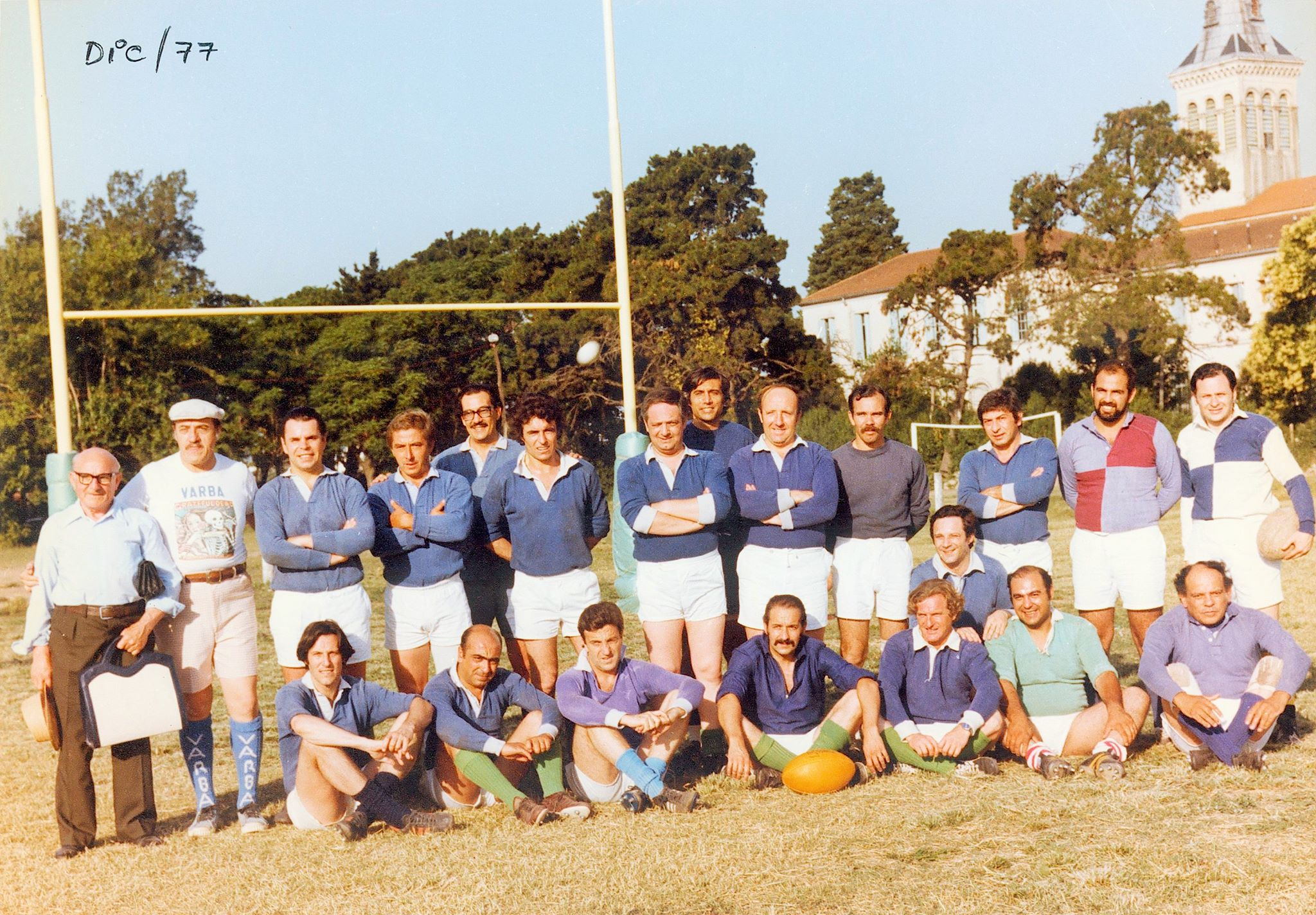
Equipo de rugby del Ateneo San Antonio de Padua (1977).

### El CASA de Padua
En 1981, por problemas internos, el club de rugby del Ateneo se disuelve. Algunos jugadores se van al club Gimnasia y Esgrima de Ituzaingó y otros al Mariano Moreno. Los entrenadores Andrés Casademont y Eduardo Jar, junto al grueso del equipo, deciden unirse al Club Atlético San Antonio de Padua.
Ahora, como equipo de rugby del Casa de Padua, el equipo de rugby adopta los colores del club: negro, amarillo y violeta.
La municipalidad de Merlo les cede al CASA de Padua una propiedad por 100 años en Merlo Norte, sobre la calle Antezana que era un basural en donde se quemaban residuos para que allí construyan la cancha de rugby.
En 1982 el equipo entero de rugby de Gimnasia y Esgrima de Ituzaingó se incorporó al CASA y sus jugadores formaron la primera división del equipo. De allí en más comenzó el ascenso del club: en 1983 participa de los certámenes de la Unión Argentina de Rugby como entidad invitada, en 1885 asciende a la categoría clasificación, en 1989 alcanzó la divisional ascenso y en 1991 la segunda división.
En 1995, el equipo logra ascender a la primera división de la URBA.

### El CASA de Padua Rugby
En 2013, miembros del equipo de rugby deciden separarse del CASA para formar un nuevo club: el CASA de Padua Rugby. Con ellos también se va el equipo de hockey. El CASA les cede los predios de la calle Antezana de Merlo Norte.
La casaca consiste en una camiseta blanca con tres franjas horizontales negra, amarilla y violeta, pantalón negro y medias negras. La vestimenta alternativa consiste en una camiseta negra con puños y cuello blanco, pantalón negro y medias negras.

## Actividades
Su actividad más destacada es la práctica del rugby, con categorías infantiles y juveniles, y una categoría de mayores que participa del campeonato de la URBA. 
También el club tiene un importante espacio para el hockey femenino, que se practica en la misma sede.
En 2015 el equipo juega en la Reubicación Grupo 2 de la URBA.
La cancha principal lleva el nombre de Andrés "Taco" Casademont. Actualmente el equipo juega en la primera división C del torneo de la URBA.